# Estação Ferroviária de Coruche
A Estação Ferroviária de Coruche é uma interface encerrada da Linha de Vendas Novas, que servia a localidade de Coruche, no distrito de Santarém, em Portugal.

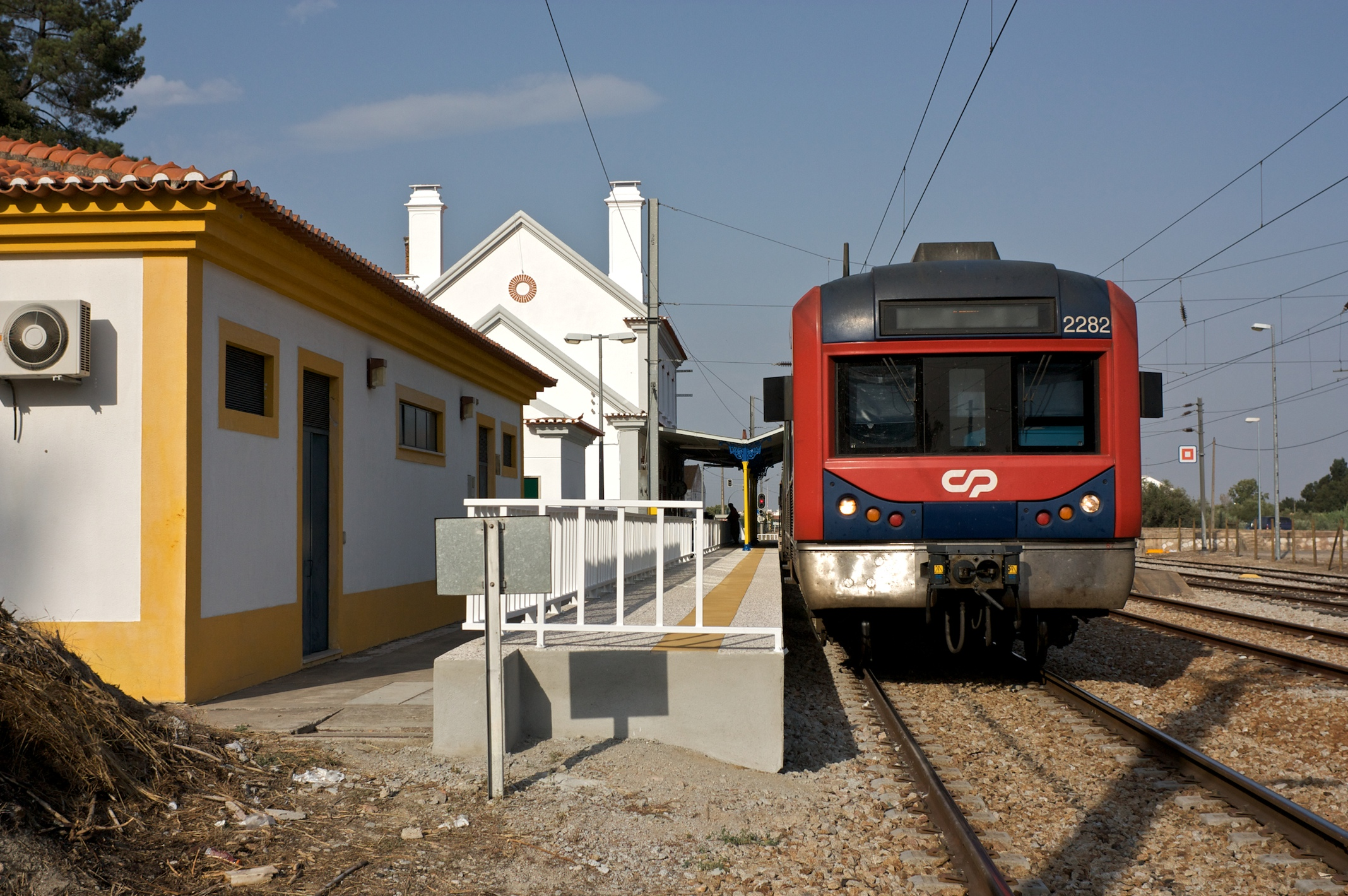
Estação de Coruche, em 2009

## Descrição

### Localização e acessos
Esta interface situa-se junto à povoação de Coruche, tendo acesso pela Largo da Estação Ferroviária, na Estrada Nacional 114-3.

### Vias de circulação e plataformas

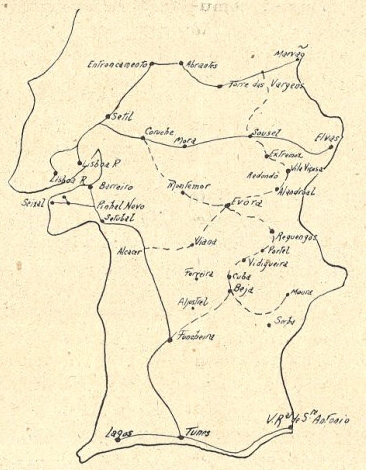
Rede proposta pelos engenheiros Wattier e Rumball para as linhas no Sul de Portugal, na Década de 1850. Rumball propôs que a linha de Lisboa a Badajoz devia atravessar o Rio Tejo junto ao Carregado, e seguir o Sorraia por Coruche

Segundo o Directório da Rede 2012, lançado pela Rede Ferroviária Nacional em 6 de Janeiro de 2011, a estação ferroviária de Coruche possuía duas vias de circulação, com 508 e 468 m de comprimento, e duas plataformas, que tinham 15 e 25 cm de altura, e 84 e 40 m de extensão.

## História

### Planeamento e construção
Nos primórdios dos caminhos de ferro em Portugal, projectou-se que Santarém fosse o centro de uma rede de comunicações ferroviárias, tendo sido proposta uma linha que ligasse aquela localidade à Linha do Alentejo, passando por Coruche.

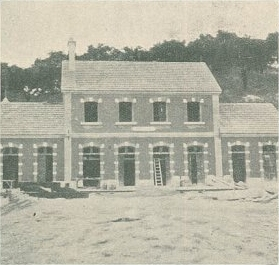
Estação de Coruche em obras, em 1903

Em Agosto de 1902, já se tinha determinado quais as estações e apeadeiros a construir no projecto da Linha de Vendas Novas, tendo sido programada a construção da estação de Coruche, cerca do quilómetro 32. Em Abril de 1903, a estação estava quase construída, e em Agosto as obras estavam muito avançadas, com a via já assente. A estação foi solenemente inaugurada em Agosto, embora a linha só tenha aberto à exploração em 15 de Janeiro de 1904.
Em 1913, a estação estava ligada à vila de Coruche por um serviço de diligências.

### Ligação projectada à Linha do Sorraia
Em Janeiro de 1899, foi aberto um inquérito administrativo, para a apreciação do público sobre os projectos ferroviários dos Planos das Redes Complementares ao Norte do Mondego e Sul do Tejo, incluindo a Linha do Vale do Sorraia, de via estreita, que deveria ligar Coruche a Estremoz via Mora. Em 15 de Julho de 1903, o Ministério das Obras Públicas, Comércio e Indústria publicou as bases para o concurso da Linha de Portalegre e o seu Ramal de Avis, entre Fronteira e Avis, que seria considerado como o primeiro troço da Linha do Sorraia. Em 1905, foi estudado o troço entre Mora e Coruche da Linha do Sorraia, tendo sido confirmado que o local de entroncamento teria de ser na Estação de Quinta Grande, uma vez que se revelou impossível fazer a ligação directamente à Estação de Coruche. Depois de várias dificuldades, um decreto de 27 de Junho de 1907 ordenou a supressão do projecto do Ramal de Avis.

## Leitura recomendada
- Pouca terra... pouca terra...: cem anos do comboio em Coruche 1904-2004. Coruche: Associação para o Estudo e Defesa do Património Cultural e Natural do Concelho de Coruche. 2004. 31 páginas
- FRANCISCO, Domingos; PAIVA, Ana (2004). O caminho de ferro em Coruche: exposição comemorativa do centenário da linha Setil-Vendas Novas, 1904-2004. Coruche: Câmara Municipal de Coruche. 99 páginas. ISBN 972-98829-5-9